# Opoul XIII
L'Opoul XIII (nom oficial del club, en francès) és un club rossellonès de Rugbi a 13 de la població d'Òpol, de la comarca del Rosselló, a la Catalunya del Nord.
L'any 2008-2009, el seu primer equip jugava a la quarta divisió del campionat de França de rugbi a 13 (la Fédérale), al grup B de la lliga del Llenguadoc-Rosselló; el 2010-2011, però, ja no hi era. Els seus colors són el groc i el negre.
L'any 2000 es fusionà amb el Salses XIII (Salses-Opoul XIII), però l'enllaç es desfeu el 2007. En aquest període, l'equip combinat quedà primer de National 2 (3a divisió) i Fédéral, i guanyà dues vegades la copa Falcou de rugbi no professional.

## Palmarès
- 1 Campionat de França National 2 (3a categoria): 2005
- 2 Campionats de França Fédéral (4a categoria): 1989 i 2003 (com a Salses-Òpol)
- 1 finalista del Campionat de França Fédéral: 1985
- 2 copes Falcou: 2004-2005 (com a Salses-Òpol)